# Łęka (województwo wielkopolskie)
Łęka – wieś w Polsce, położona w województwie wielkopolskim, w powiecie kolskim, w gminie Kościelec.
W latach 1975–1998 miejscowość administracyjnie należała do województwa konińskiego.

## Informacje ogólne
Wieś położona 9 km na południe od Koła, przy drodze lokalnej z Ruszkowa Pierwszego. 
Przez północne krańce wsi przebiega Autostrada A2. Tutaj znajduje się także MOP dla jadących w kierunku Łodzi.
We wsi funkcjonuje Dom Ludowy oraz mieści się kaplica filialna parafii Świętego Stanisława Biskupa i Męczennika w Białkowie Kościelnym.

## Integralne części wsi
| SIMC    | Nazwa      | Rodzaj    |
| ------- | ---------- | --------- |
| 0288082 | Michałówek | część wsi |

## Urodzeni w Łęce
- Teofil Wdzięczny – polski duchowny katolicki i kapelan wojskowy, podpułkownik Polskich Sił Zbrojnych[6].